# Claes Rehbinder
Claes-Henric Wilhelm Gerhard Reinholdtsson Rehbinder, född 9 november 1938 i Skövde, död 26 mars 2005, var en svensk friherre, veterinär med specialistkompetens i veterinär patologi, professor vid Statens veterinärmedicinska anstalt och fäktare.
 

## Biografi
Claes Rehbinder tog en kandidatexamen på veterinärhögskolan 1963. Han blev legitimerad veterinär 1968. Samma år blev han assistent på institutionen för anatomi och histologi och stannade där till 1976. Samtidigt var han distriktsveterinär i Pajala och Kiruna. Det var också här han blev intresserad av renen och dess sjukdomar som blev något av ett specialintresse för honom resten av hans yrkesverksamma liv. 1976 blev han anställd som biträdande kursdirektör för FAO och SIDA:s projekt för att vidareutbilda veterinärer i utvecklingsländer i sjukdomar på boskapsdjur. Detta projekt höll han på med till 1983. 
Sedan 1977 var han livstidsledamot i Indian Association of Veterinary Pathologists. 1978 blev han vet med dr på sin avhandling om keratit hos ren. Han blev 1983 statsveterinär och chef för försöksdjursenheten på Statens veterinärmedicinska anstalt (SVA). 1984 blev han docent och 1987 professor i patologi vid Statens veterinärmedicinska anstalt 1987. Han gick i pension 1999. Han publicerade ungefär 130 artiklar och böcker, både akademiska och populärvetenskapliga, under sin gärning. 
Claes Rehbinder var en aktiv fäktare och svensk mästare i lag-SM så sent som 1997. Han var vice och ordinarie ordförande i Stockholms studenters IF 1961-1972, styrelseledamot med ett särskilt ansvar för utbildning i Stockholms idrottsförbund 1968-1974 och styrelseledamot i Sveriges akademiska idrottsförbund 1965-1972. Han var vidare förbundskapten och vapenledare för landslaget i sabelfäktning 1975-1983. Han var även ledare för det Akademiska landslaget i vattenpolo 1969-1974.
Med sin hustru Viveca hade han två barn, Carl Johan Rehbinder (född 1962) och Cecilia (född 1973). 1982 skilde Claes och Viveca sig och han gifte om sig 1985 med Verena.